# Syntonia
Syntonia (gr. συντονία syntonía – "współbrzmienie") – sposób odnoszenia się do ludzi, charakteryzujący się chęcią do nawiązywania kontaktu emocjonalnego i poczuciem bliskości z nimi. Syntonia jest przeciwieństwem postawy autystycznej, charakterystycznej dla schizofrenii.